# Jean Barthélemy Darmagnac
Jean Barthélemy Claude Toussaint Darmagnac (1 de noviembre de 1766 – 12 de diciembre de 1855) fue un General de división francés durante las Guerras napoleónicas. 

## Biografía
En 1791 se unió como voluntario a un batallón y rápiudamente ascendió a capitán del mismo. Luchó con la 32.ª semibrigada de Infantería de Línea contra los austríacos en Italia. Participó en la campaña francesa en Egipto y Siria, siendo promovido para dirigir el regimiento después de distinguirse en la Batalla de las Pirámides. Fue malherido en Acre y promovido a general de brigada en 1801. Darmagnac luchó en Austerlitz en 1805 y dirigió la guardia de París durante los años  1806 y 1807. 
Participó en la invasión de España, fue herido en Medina de Rioseco y ascendido a general de división en 1808. Después de servir como gobernador provincial en Galicia es nombrado para el mismo cargo en Castilla la Vieja, donde expolió gran parte de las obras de arte de la ciudad de Burgos, y permitió el saqueo del sepulcro del Cid Campeador en el monasterio de San Pedro de Cardeña. 
Asumió la jefatura de una división de combate en Vitoria, los Pirineos, el Bidasoa, y ya después de la derrota en España, el Nivelle, la Nive, Orthez, y Toulouse en Francia. Después de servir durante la Restauración Borbónica, se retira en 1831. Su apellido es uno  de los nombres inscribieron bajo el Arco del Triunfo, en la Columna 36.